# 簡傑克

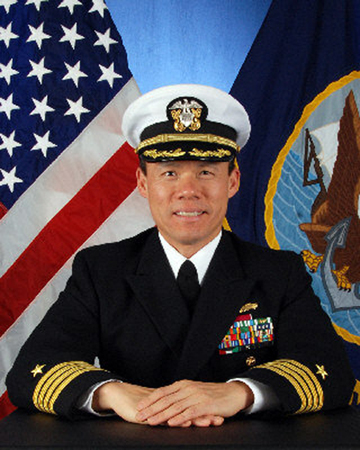
簡傑克上校，2012年

簡傑克（英語：Joker L. Jenkins，？—），生於台灣台北市，美國海軍軍官，為埃塞克斯號兩棲攻擊艦（USS Essex）上校艦長，是第一個擔任此職位的亞裔及台裔人士。

## 生平
簡傑克在幼年時，隨家人移民美國，居住在加州聖地牙哥。
1989年，進入美國海軍官校，獲得電機工程學士學位。隨後被任命在亞伯拉罕·林肯號航空母艦上，接受核子動力操縱訓練，成為核能裝備專家。他先後在七艘大小戰艦任職，一路升職到巡防艦艦長。曾指揮派里級巡防艦蓋瑞號（USS Gary） ，由日本巡航回美國加州的單艦任務。
2012年，奉命擔任兩棲攻擊艦埃塞克斯號（USS Essex）艦長。

## 外部連結
- 簡傑克上校自傳 （页面存档备份，存于）（英文）